# Cäsar Flaischlen

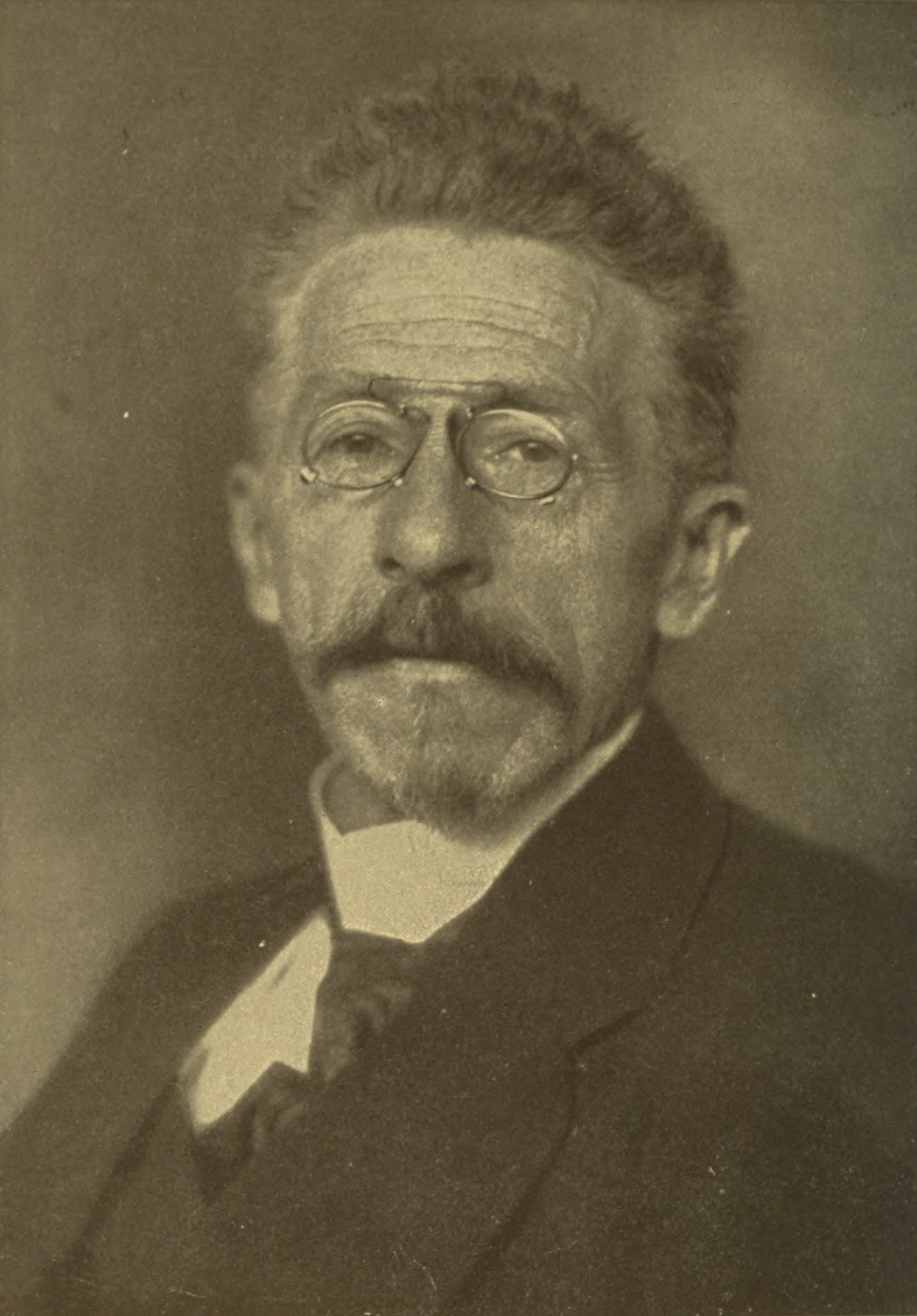
Cäsar Flaischlen

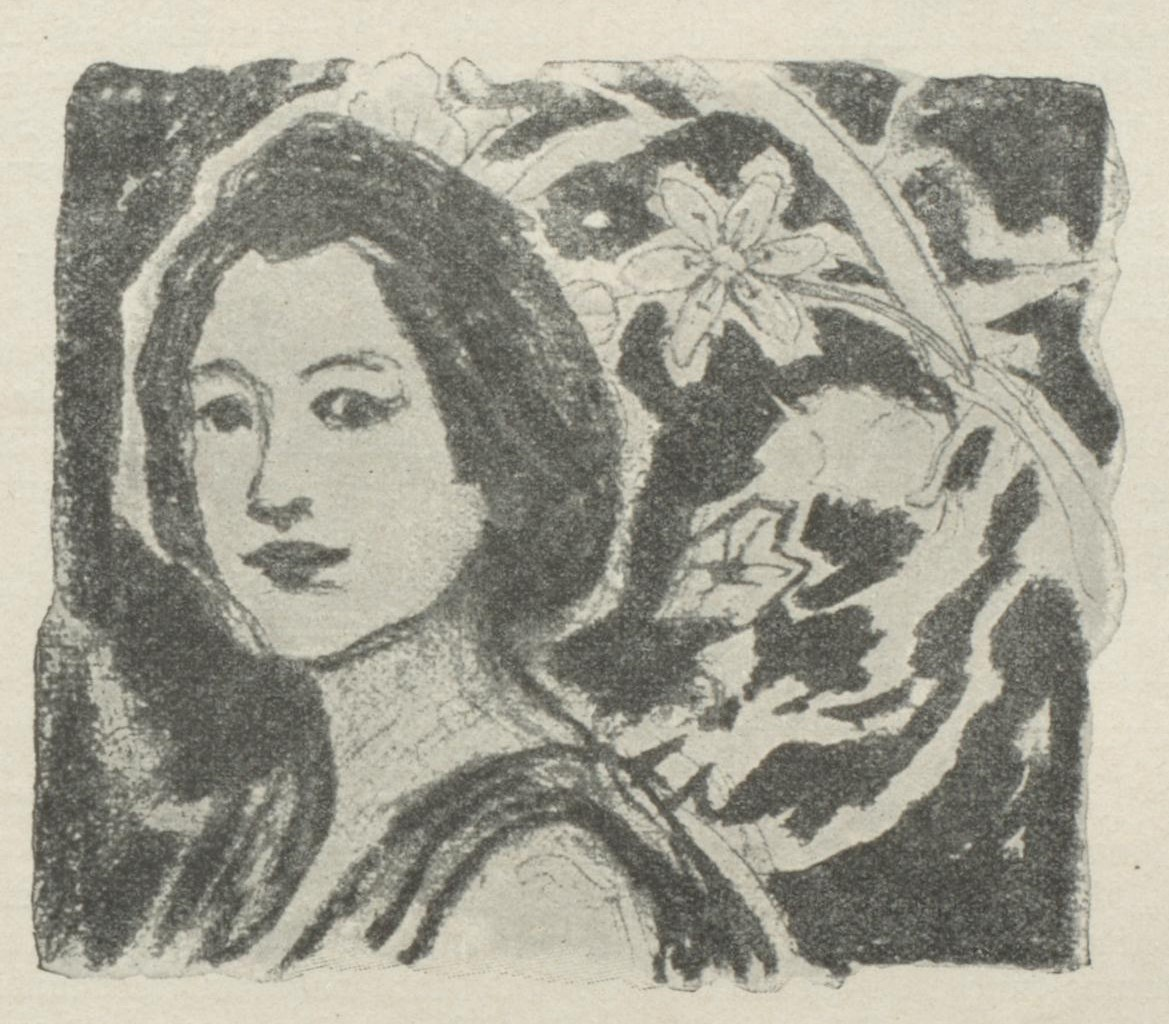
Ludwig von Hofmann: Illustration zu Dem Dichter, in: Pan, Heft II, 1896, S. 26

Cäsar Otto Hugo Flaischlen (* 12. Mai 1864 in Stuttgart; †  16. Oktober 1920 im Sanatorium Horneck in Gundelsheim) war Anfang des 20. Jahrhunderts ein bekannter Lyriker und Mundartdichter.

## Leben
Flaischlen war der Sohn des Majors Gottlieb Friedrich Flaischlen und dessen Ehefrau Antonie Clara geb. Sonnenkalb. Nach Absolvierung seiner Schulzeit (Gymnasium Ellwangen, Karlsgymnasium Stuttgart) begann Flaischlen 1880 mit 16 Jahren in der Metzler’schen Buchhandlung (Stuttgart) eine Lehre als Buchhändler.
1883 beendete Flaischlen erfolgreich seine Erstausbildung und begann an den Universitäten Berlin und Heidelberg Germanistik und Philosophie zu studieren. 1889 beendete Flaischlen sein Studium an der Universität Leipzig mit einer Promotion über den Schriftsteller Otto Heinrich von Gemmingen.
1891 ließ sich Flaischlen in Berlin nieder. Begeistert vom Naturalismus entstanden hier seine Werke Toni Stürmer (1891), Martin Lehnhardt (1895) u. a. 1895 bekam er eine Anstellung als Redakteur bei der Kunst- und Literaturzeitschrift Pan und blieb in dieser Stellung, bis 1900 die Zeitschrift eingestellt wurde. Von 1902 bis 1907 war er Mitherausgeber der angesehenen Monatsschrift Kunst und Künstler, die bis 1933 im Verlag Bruno Cassirer in Berlin erschien.
1905 konnte er seinen autobiographischen Roman Jost Seyfried veröffentlichen. Mit diesem Werk erregte Flaischlen Aufsehen, da es im herkömmlichen Sinn kein Roman war, sondern eine scheinbar willkürliche Aneinanderreihung rhythmischer Prosa mit eingestreuten Aphorismen, Epigrammen etc. Bereits hier ist Flaischlens Begeisterung für den modernen Impressionismus zu erkennen, ohne dass er sich bewusst vom Naturalismus abgekehrt hätte.
Eine fast ebenso große Resonanz fanden Flaischlens Lyrikbände in schwäbischem Dialekt, wie Von Derhoim und Drauße u. a.
1910 heiratete Flaischlen in Hamburg Edith Klapp. Um 1915 zog er sich mit seiner Ehefrau nach Ingelfingen zurück. Nach dem Ersten Weltkrieg erfreute sich sein Gedichtband Von Alltag und Sonne großer Beliebtheit.
Am 16. Oktober 1920 starb Cäsar Flaischlen im Alter von 56 Jahren im Sanatorium Horneck bei Gundelsheim. Er wurde in einem Ehrengrab auf dem Stuttgarter Pragfriedhof (vorderer Teil, vor dem Krematorium) begraben und ist heute weitgehend vergessen. In Stuttgart ist im Bezirk West sowie in Frankfurt am Main im Stadtteil Schwanheim eine Straße nach Cäsar Flaischlen benannt.

## Beispiel für seine Lyrik

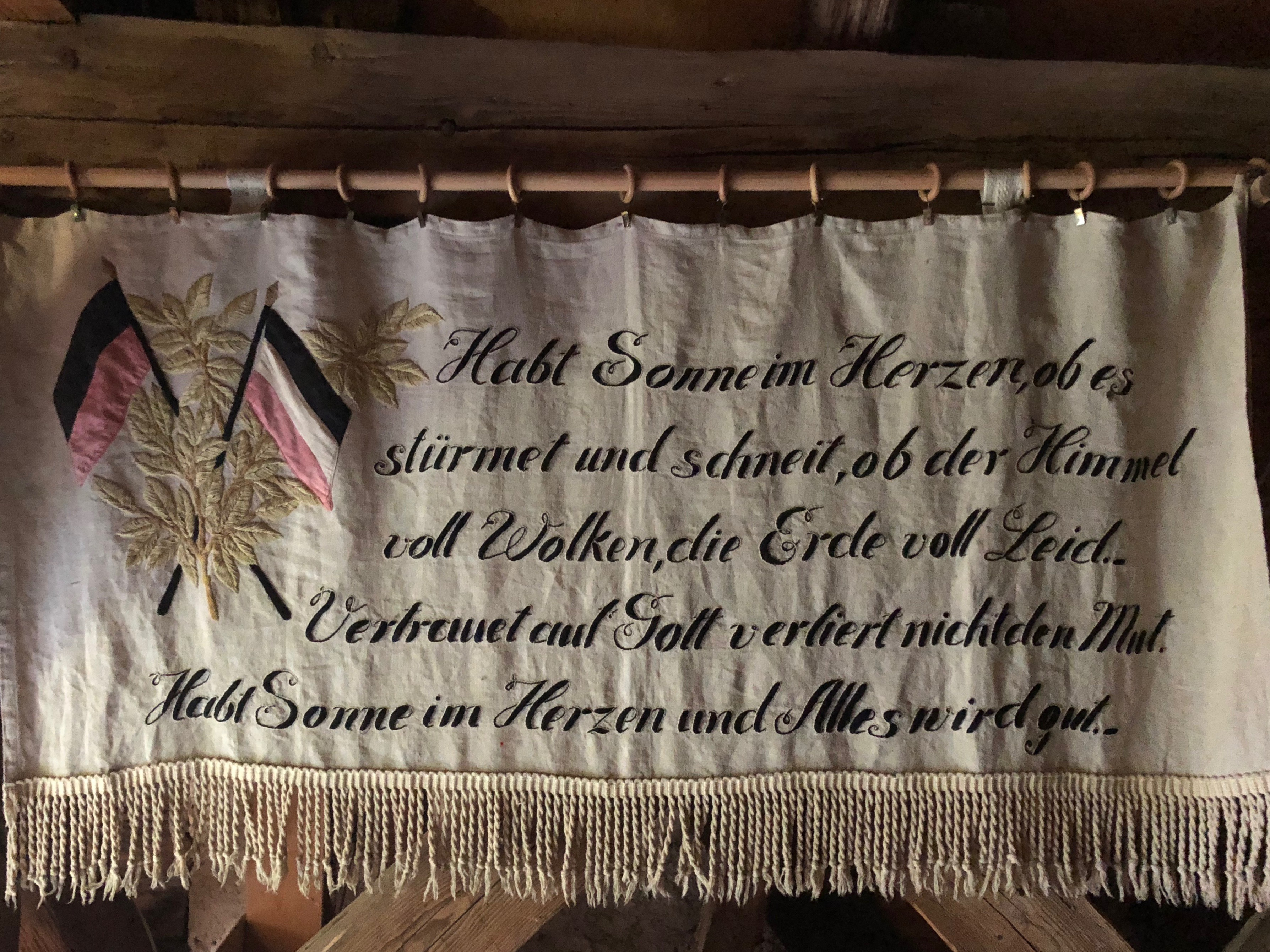
Version von «Hab Sonne im Herzen» auf einem Wandbehang

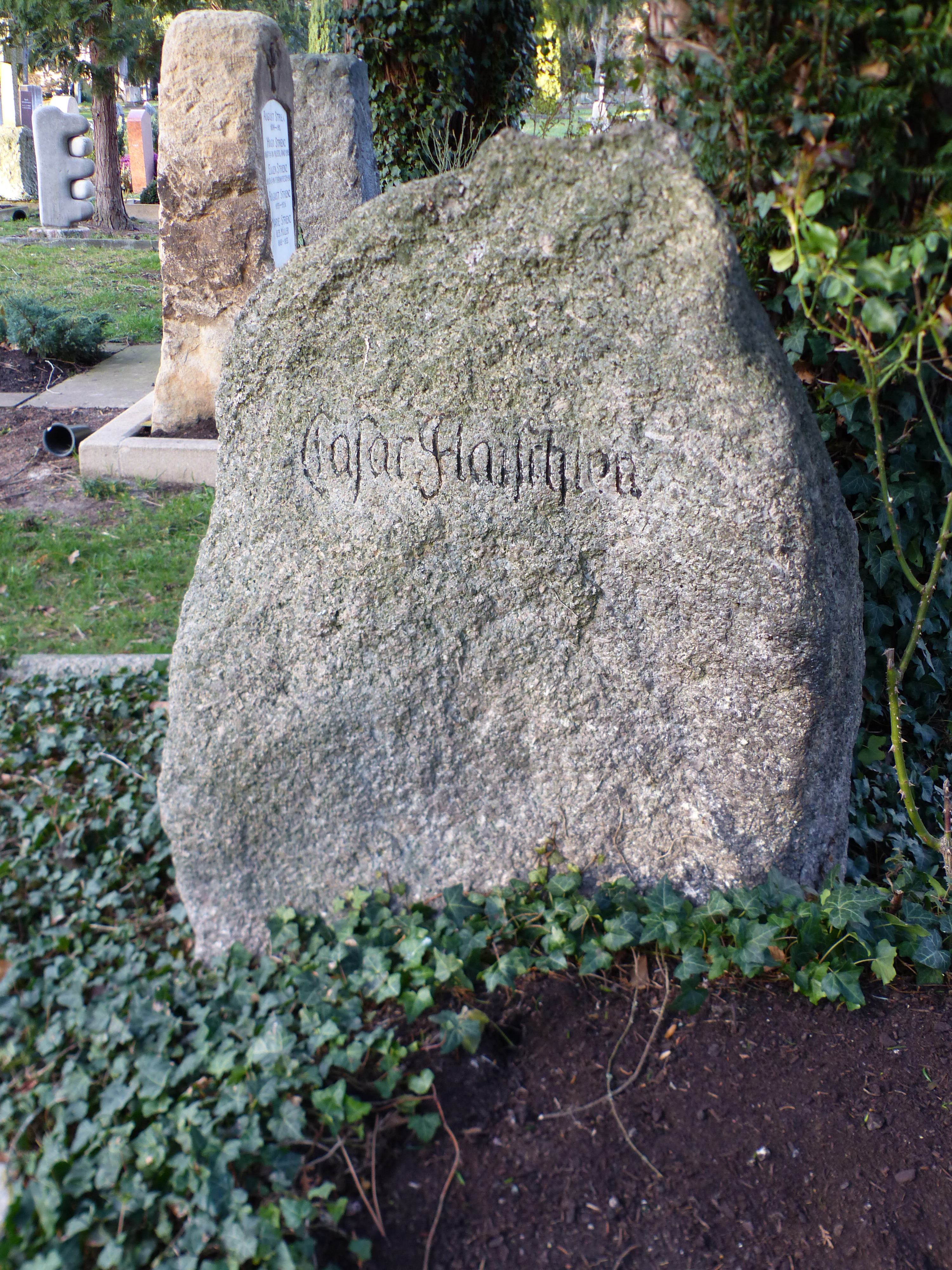
Grabstein auf dem Stuttgarter Pragfriedhof

Hab Sonne im Herzen
Nach der Melodie: Der Mai ist gekommen.
Hab Sonne im Herzen,
ob’s stürmt oder schneit,
ob der Himmel voll Wolken,
die Erde voll Streit!
Hab Sonne im Herzen,
dann komme, was mag!
das leuchtet voll Licht dir
den dunkelsten Tag!
Hab ein Lied auf den Lippen,
mit fröhlichem Klang
und macht auch des Alltags
Gedränge dich bang!
Hab ein Lied auf den Lippen,
dann komme, was mag!
das hilft dir verwinden
den einsamsten Tag!
Hab ein Wort auch für Andre
in Sorg und in Pein
und sag, was dich selber
so frohgemut läßt sein:
Hab ein Lied auf den Lippen,
verlier nie den Mut,
hab Sonne im Herzen,
und Alles wird gut!

## Werke (Auswahl)

### Lyrik

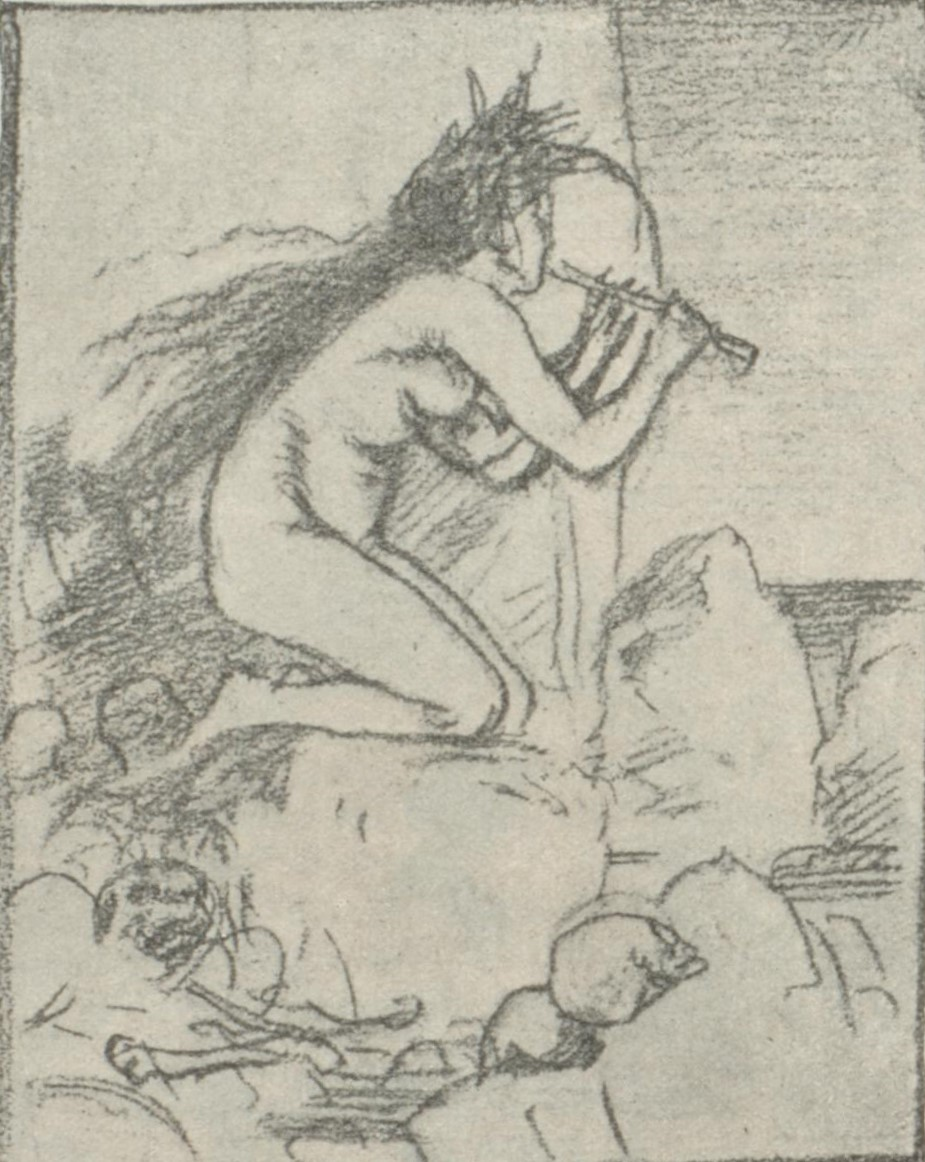
Arnold Böcklin, Illustration zu Cäsar Flaischlen Gedichte in Prosa, in: Pan, Heft III, 1897, S. 100

- Vom Haselnußroi’, e Zopfete Bloeme-n ond Nüß: Gedichte in schwäbischer Mundart, 1892
- Von Alltag und Sonne. Gedichte in Prosa, 1898
- Aus den Lehr- und Wanderjahren des Lebens. Gedichte Briefe- und Tagebuchblätter in Versen, 1899
- Kopf-oben-auf, die Hand am Knauf, mein deutsches Volk .. Sonn’ auf! Stimmen, Gestalten und Gedichte zum Krieg, 1915
- Heimat und Welt. Ausgewählte Gedichte in Vers und Prosa. Deutsche Verlags-Anstalt. Stuttgart, Berlin. 1922

### Erzählungen und Romane
- Professor Hardtmut. Charakterstudie, 1897
- Jost Seyfried. Ein Roman in Brief- und Tagebuchblättern, 1905

### Theaterstücke
- Graf Lothar, 1886
- Toni Stürmer, 1891
- Martin Lenhardt. Ein Kampf um Gott, 1895

### Sonstiges, Kuriosa
- Graphische Litteratur-Tafel. Die Deutsche Litteratur und der Einfluss fremder Litteraturen auf ihren Verlauf vom Beginn einer schriftlichen Ueberlieferung an bis heute in graphischer Darstellung., Stuttgart, Göschen’sche Verlagshandlung 1890

### Werkausgabe
- Cäsar Flaischlen. Gesammelte Dichtung, 6 Bde., DVA, Stuttgart 1921.